# Rote Brücke (Bern)

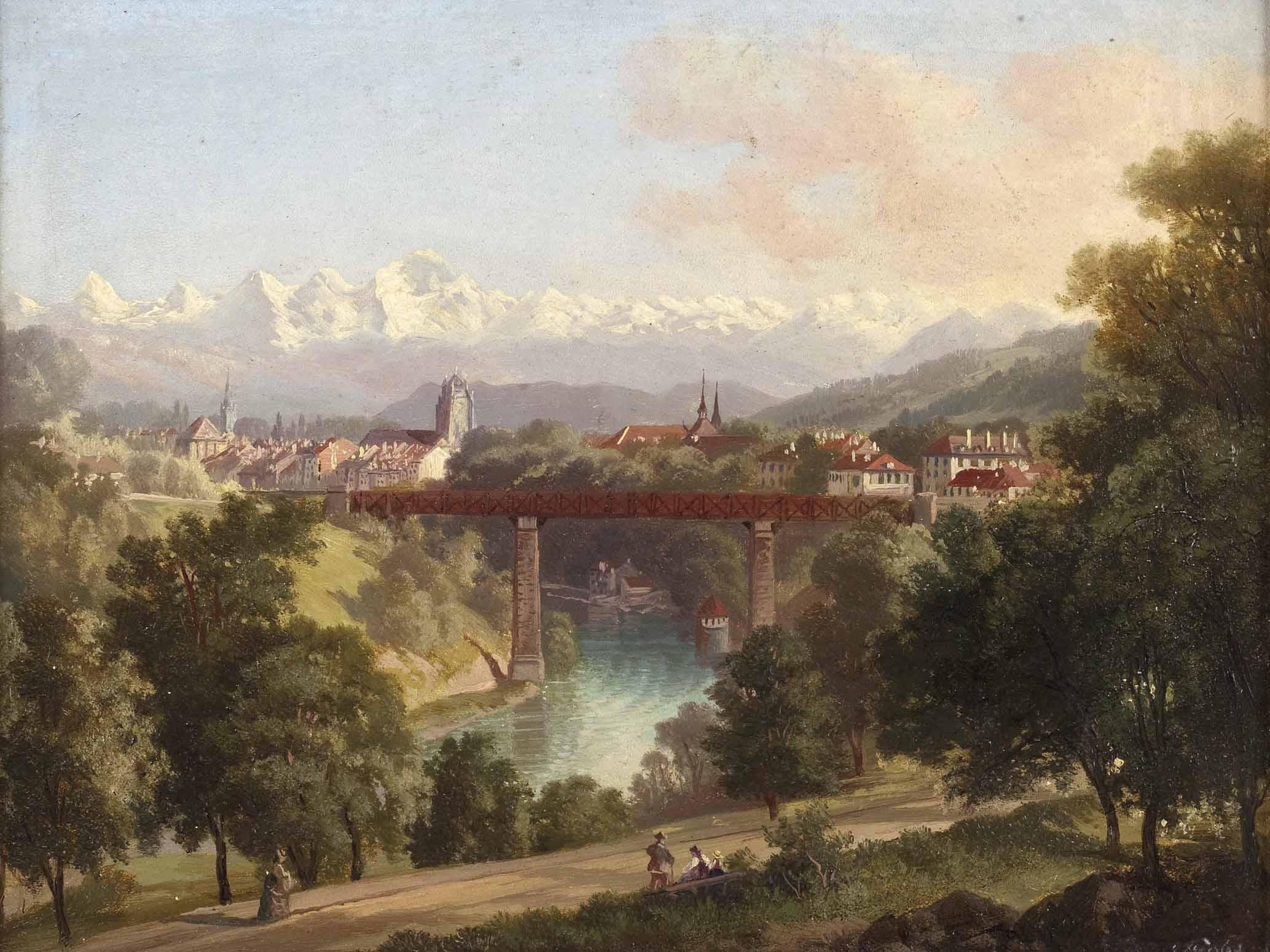
Gemälde von Karl Fuchs, 19. Jahrhundert

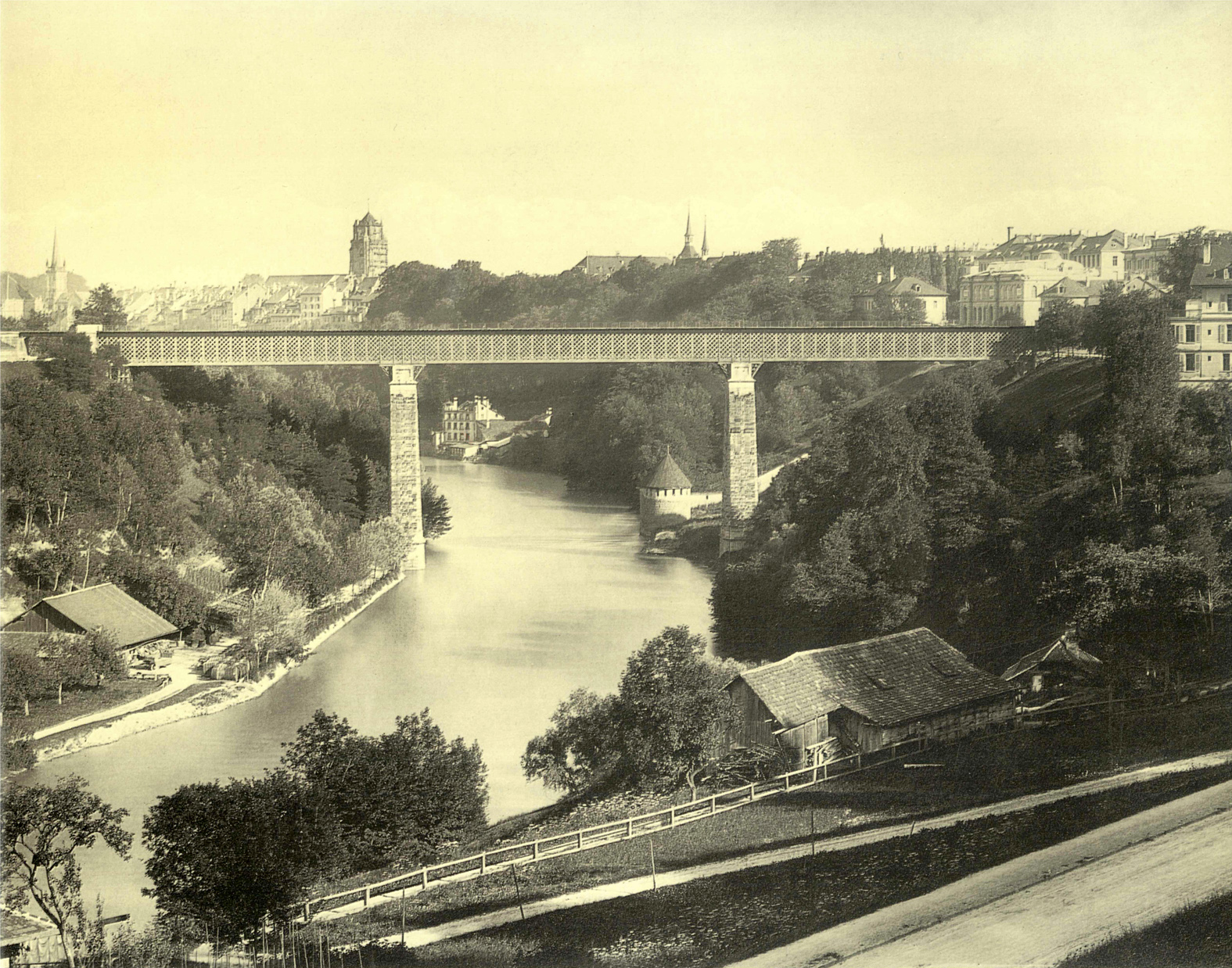
Sicht vom «Bierhübeli», um 1870

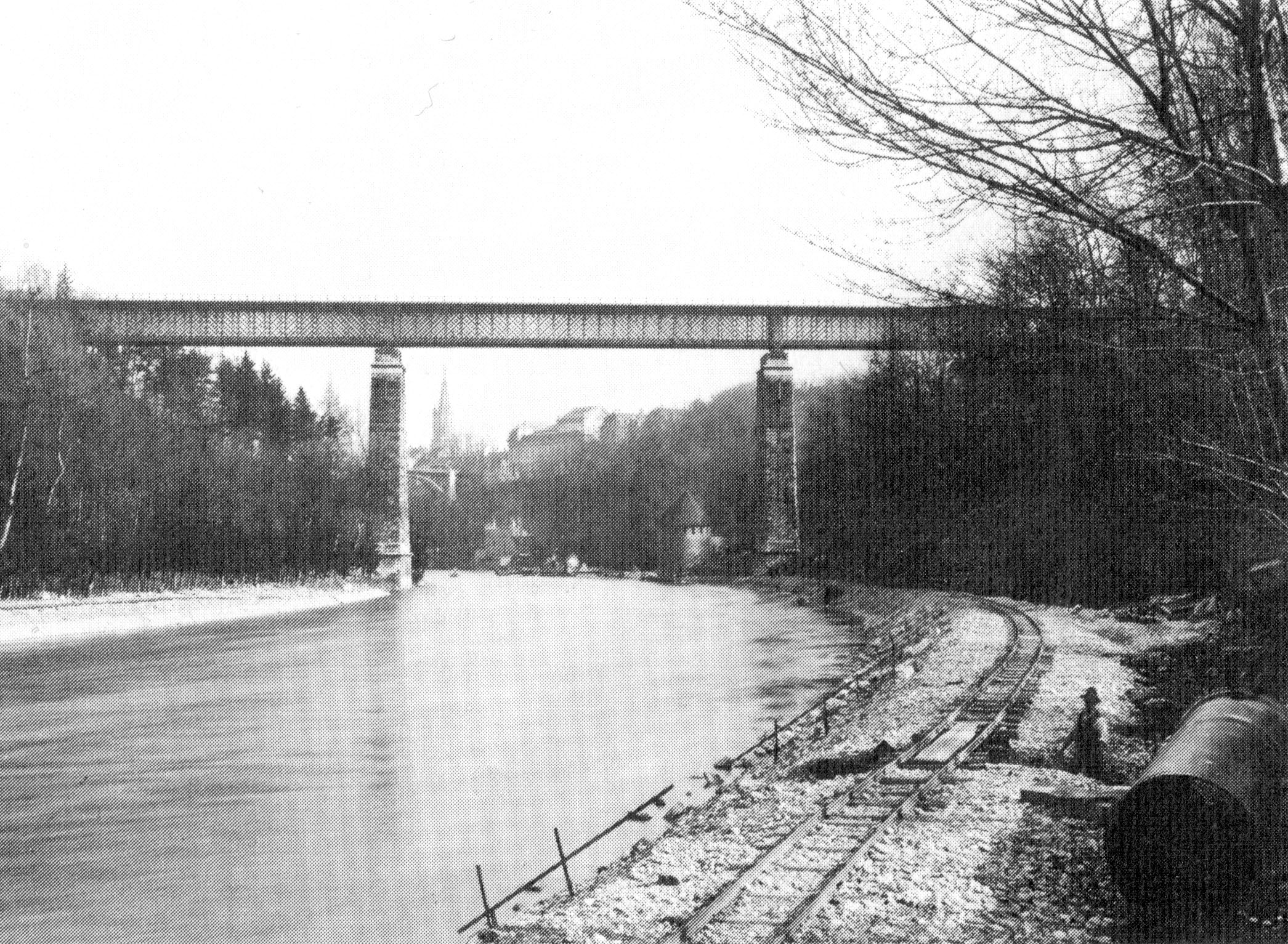
Sicht vom Aareufer, um 1920

Eine Gruppe von Soldaten bewacht während des Landesstreiks 1918 die rote Brücke

Als Rote Brücke wurde die Eisenbahnbrücke über die Aare bezeichnet, welche von 1858 bis 1941 den Bahnhof Bern mit dem Wylerfeld verband. Da die Aarebrücke gegen Rost mit roter Mennigfarbe angestrichen wurde, bekam sie im Volksmund den Namen «Rote Brücke».

## Bau
Die Aarebrücke war ein Bestandteil der Bahnstrecke Olten–Bern, welche von der Schweizerischen Centralbahn von Herzogenbuchsee her nach Bern gebaut worden war. Sie überquerte die Aare vom Wylerfeld her kurz vor dem geplanten Hauptbahnhof Bern.
Projektiert wurde die Brücke von Gränicher. Im Mai 1856 begann die Fundamentierung der Widerlager der Brücke. Am 16. Juni 1857 wurde die Bahnlinie von Herzogenbuchsee über Burgdorf und Zollikofen bis vor die Tore der Stadt Bern im Wylerfeld eröffnet. Dort musste ein provisorischer Bahnhof eingerichtet werden, da die Brücke noch nicht fertig gebaut war. Für über ein Jahr mussten die Reisenden vom Wylerfeld per Postkutsche in die Stadt fahren. Am 8. November 1858 fand die Probefahrt über die Brücke statt; am 15. November 1858 konnte sie dem Verkehr übergeben werden, und die Züge aus Basel und Zürich konnten in Bern einfahren.

## Bauwerk
Die Brücke war eine Eisenbrücke, welche von zwei starken Steinpfeilern getragen wurde. Oben befanden sich zwei Gleise und darunter eine Fahrbahn für Fussgänger und Fuhrwerke. Diese Fahrbahn war seitlich durch eine Gitterkonstruktion eingeschlossen, und gegen die darüber führenden Bahnschienen war sie zum Schutz vor herunterfallender Kohle vollständig bedielt.
Die Fahrbahn wurde an jedem Ende durch das Widerlager geführt, wendete sich dann nach rechts und links und folgte auf beiden Seiten dem Fuss des Bahndammes.
Auf dem Fahrweg kam es immer wieder zu Unfällen, weil die Pferde wegen der über sie hinweg dampfenden Züge scheuten. Daher hatte die Brücke auch den Übernamen Würgengel.

## Verstärkungen
Wegen der Zunahme des Verkehrs und immer schwerer werdenden Zügen musste die Brücke in den Jahren 1899 und 1921 verstärkt werden.

## Abbruch
Im Jahre 1930 wurde der Fahr- und Fussweg gesperrt, nachdem die benachbarte Lorrainebrücke als neue Strassenverbindung gebaut worden war.
Zwischen 1936 und 1941 wurde die Zufahrt der Eisenbahnlinie vom Wylerfeld zum Bahnhof verlegt. Die Eisenbahnstrecke führte ab 1941 über den Lorraineviadukt, der eine Gesamtlänge von rund 1150 Metern aufweist, wovon 321 Meter die eigentliche Aarebrücke ausmachen.
Nach der Eröffnung der neuen Zufahrt wurde die Rote Brücke 1941 stillgelegt und sofort abgebrochen.